# Pacov (Žerotín)
Pacov je zaniklá vesnice nacházející se 1,8 km na východ od obce Žerotín v okrese Louny na soutoku Žerotínského potoka s malým, bezejmenným, cca 500 m dlouhým občasným potokem, ležící na samé hranici Lounského a Kladenského okresu a Ústeckého a Středočeského kraje. Obec zanikla v průběhu třicetileté války, podle pověstí ve stejných dnech a prostřednictvím stejných švédských vojáků, jako byl zničen nedaleký hrad Žerotín a vypálen klášter v Panenském Týnci, tedy patrně v roce 1639. Dodnes jsou zde patrné pozůstatky zničených domů. Současnou samotu tvoří dva zbylé pobořené domy, k původní vesnici patří také další nedaleká samota s barokním kostelem sv. Blažeje a kdysi možná také pozemky pod tehdy ještě neexistující zaniklou cihelnou v lokalitě Pod horou. Vesnice leží na kraji katastru obce Žerotín v blízkosti katastrů obcí Úherce, Kokovice a Hořešovičky, které si po zániku její katastr patrně rozebraly. V okolí podobných vsí zaniklo v době této války několik.

## Historie
Z historie obce se nedochovalo příliš informací. Většina z nich pochází z pověstí, které z lidového podání zachytili a převyprávěli různí autoři. V obci býval rybník a doloženo je několik staveb, z nichž se některé zcela nebo částečně dochovaly.

### Pověst o léčivé studánce
Václav Beneš Třebízský zachytil některé pověsti, které se váží k Pacovu a jeho okolí. Jedna vypráví o tom, že voda ze zdejší studánky zachránila syna  hraběte Jiřího Adama II. Martinice ze Smečna, který po ní kýchl a z krku mu vyskočila uvízlá rybí kost. Lidovou sbírku na postavení sochy svatého Blažeje, ochránce nemocí hrdelních, hrabě doplnil a na místě kříže pak jako dík nechal postavit kostel svatého Blažeje.

### Pověst o lakotném mlynáři

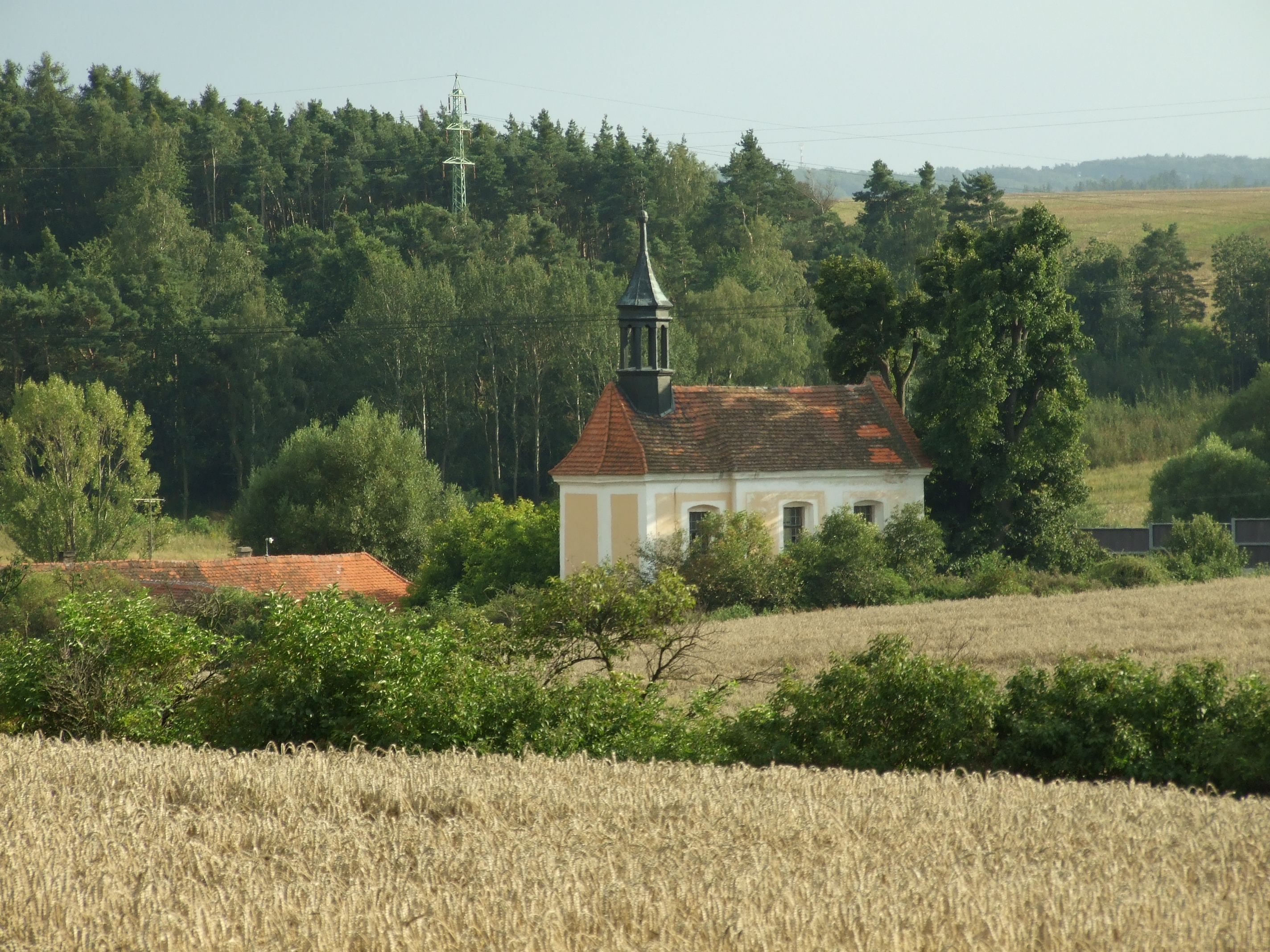
Kostel sv. Blažeje z cesty k Pacovu

Jiná pověst zachycená Rudolfem Tschornem vypráví o lakomém mlynáři, který žil na pacovském mlýně v průběhu třicetileté války. Zatímco Švédové plenili okolní vesnice, klášter i hrad, mlynář Pacovák vnikl v převleku do sklepení kláštera a odnesl zlatý poklad klarisek. Bohatý a zlý mlynář si chtěl koupit obdiv a chválu a tak v době, kdy všude hořely vesnice, předměstí, kostely i kláštery, nechal vystavět u studánky kostelík. Kromě syna dědice měl jedinou dceru Blaženu, kostel tak dostal jméno svatý Blažej. Dceru mlynář přislíbil panu Sokolovi z Mor se sídlem ve Slavětíně, ten ale, poslední svého rodu a věrný nekatolík, odešel ze země, kde byl zatčen a carskými mu byl zabaven majetek. Do Čech se vrátil jako důstojník v saském vojsku a dcera byla natěšená na sňatek s pánem ze Slavětína, který jí otec sliboval v novém kostelíku. Jenže to se nezmínil, že půjde o jiného pána, Papasana z Mirndolu. Starý Protiva, hodný a soucitný pacovský sedlák svému jménu navzdory, o jejím trápení věděl a doufal, že přeruší svatbu tím, že naplní oltářní svíci střelným prachem a ta vybouchne. Na to se ale bohužel přišlo a kněz je navzdory vyhrocené situaci oddal. Nakonec ale nikoho nic dobrého nečekalo. Ženich zemřel brzy po svatbě, Blažena se vrátila do mlýna, který ale vyhořel a v jeho troskách později zemřel starý osamělý mlynář na mor. Syn se někde potuloval, někdo říkal, že se snad stal poustevníkem, dcera klariskou v Praze. A z vesničky Pacov nezbylo ani pár zdí, do kterých by se mohl někdo vrátit, celá lehla popelem. Ukradený poklad tak místo očekávaného štěstí, chvály a obdivu přinesl pouze neštěstí a zkázu.

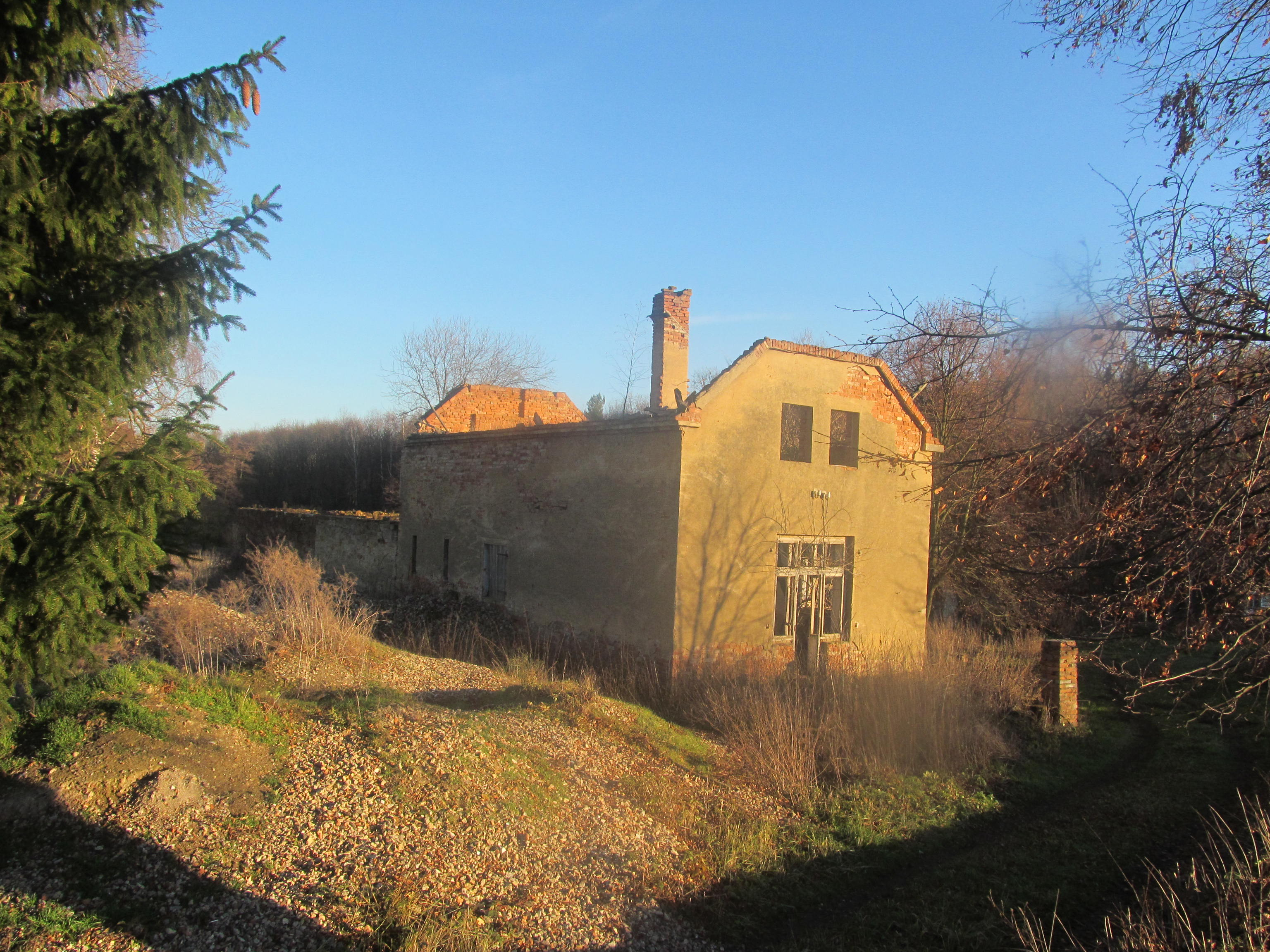
Novější ze zbylých dvou pobořených domů v Pacově

Druhá verze příběhu z roku 1875 zachycená Třebízským v jeho povídce se liší v detailech. Švédové během třicetileté války přepadli obec Pacov a mlynář z tamějšího mlýna zvaného Pacov či Pacovák je poslal dobýt hrad Žerotín, jehož poklad ale sám z hradního sklepení později potají odcizil. Švédové zničili celou obec Pacov, mlynáře a jeho rodinu ale zachránil rytíř Adam Sokol z Mor. Ten se tou dobou tajně vrátil do svého kraje, když předtím musel po Bílé hoře uprchnout ze země. Za záchranu mu slíbil mlynář dceru Blaženku za ženu a jako dík Bohu nechal vystavět kostelík. Když se ale rytíř vrátil pro svou snoubenku, zjistil, že její otec porušil slib a ona už je zadaná cizáckému velmoži, žoldnéři Papazonimu. Rytíř se pak toulal nešťastný jako psanec. Při těch cestách se pak setkal se svým přítelem, starým Protivou, s kterým se ukrývali v chatrči ve strži. Když přišla svatba, Protiva převlečený za poustevníka naplnil velkou svíci střelným prachem, ale kostelník to při zapálení zjistil a výbuch byl překažen. Svatba tak proběhla a Papazoni si Blaženku odvezl na Slavětín. Papazoni ale brzy na to zemřel, lakotného mlynáře skolil mor a Blaženka vstoupila do řádu klarisek.

## Stavby

### Studánka a kostelík
Voda ze studánky u kostelíku svatého Blažeje podle lidového podání léčí nemoci krční a oční. Vždy 3. února, na Blažeje, se od dávných dob scházel lid celého kraje, aby se zúčastnil každoroční náboženské poutě ke kostelíku. Tato tradice už ale není dlouho aktivní.

### Mlýn

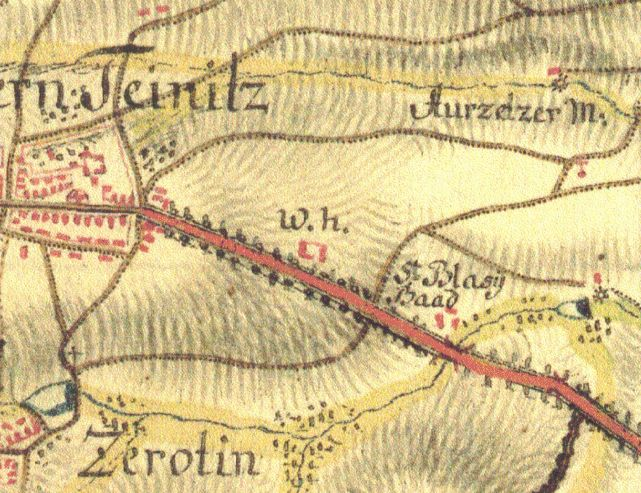
Pacov na prvním vojenském mapování z poloviny 60. let 18. století; na mapě je vyobrazen vpravo dole u rybníka.

Mlýn, nacházející se ve vsi, mohl být podle pověsti velký, jelikož mlynář měl být zámožný, ale s určitostí to není známo. Stejně tak nevíme, kdy byl postaven, podle pověsti však někdy před třicetiletou válkou, tj. před r. 1618. Zatímco ves byla asi roku 1639 zničena, mlýn švédské ničení přežil. Doložen je poprvé roku 1872 v pozemkové knize. Zde je zaznamenán jako stavební parcela st. 62 s označením mlýn Pacov s hospodářským stavením čp. 39. Spolu s dalšími nemovitostmi v Žerotíně je vlastnil Joseph hrabě Herberstein. Všechny tyto nemovitosti pak byly v roce 1921 zabrány státem dle zákona 215 Sb. z. a n. v první pozemkové reformě. Dne 14. července 1924 koupil mlýn s částí dalších pozemků Václav Husák, od něj pak 5. září 1940 Anna Trefná. V roce 2003 na mlýně provozoval včelí hospodářství Jan Pecinka Dnes patří areál celé bývalé vsi i s mlýnem, protrženým rybníkem a přilehlými pozemky firmě ARMO Green.

### Cihelna
Pozemky pod dnes již zaniklou cihelnou s adresou Úherce 55 mohly patřit kdysi k Pacovu, ale také mohly už tehdy patřit k Úhercím jako v době jejího fungování. Cihelna fungovala na přelomu 19. a 20. století, na počátku 20. století vyrábět přestala. V lokalitě cihelny bylo odkryto pohřebiště z druhé poloviny 5. století. Archeologický průzkum odhalil jeden hrob z doby merovejské a další hroby z doby prvních počátků křesťanství. Jde o období počátků Franské říše plynule navazující na období stěhování národů.

## Současný stav
V prosinci 2011 se v místě bývalé vsi, tj. v lokalitě u mlýna známého z pověstí, nacházely dva mladší pobořené domy, rozvalenější obytný a zachovalejší hospodářský s adresou Žerotín 39. Areál byl zarostlý, ale místo bylo příležitostně užíváno pro táboření. Nad domy se nacházel zarostlý rybník s hrází. Hráz byla uprostřed v místě původního stavidla protrhlá a trhlinou tekl Žerotínský potok, který kdysi rybník napájel. Patrný byl po staletích například také objekt, kde bylo původně umístěno mlýnské kolo mlýna. Rybník je součástí lokálního biocentra Rákosina (LBC 35) a je v plánu jeho oprava a rozšíření.
Je možné, že k obci kdysi patřil také zarostlý areál asi kilometr na východ se základy pozdějších budov staré, již zaniklé cihelny v lokalitě Pod Horou na úhereckém katastru s adresou Úherce 55. Naopak na západ stojí veřejnosti nepřístupný barokní kostel sv. Blažeje s léčivou, taktéž nepřístupnou blažejskou studánkou a obydlenými doprovodnými stavbami s adresou Žerotín 38. Celá tato samota je památkově chráněna. Kostel vznikl na místě kříže, který Pacov ještě roku 1680 připomínal.